# Lülsdorf

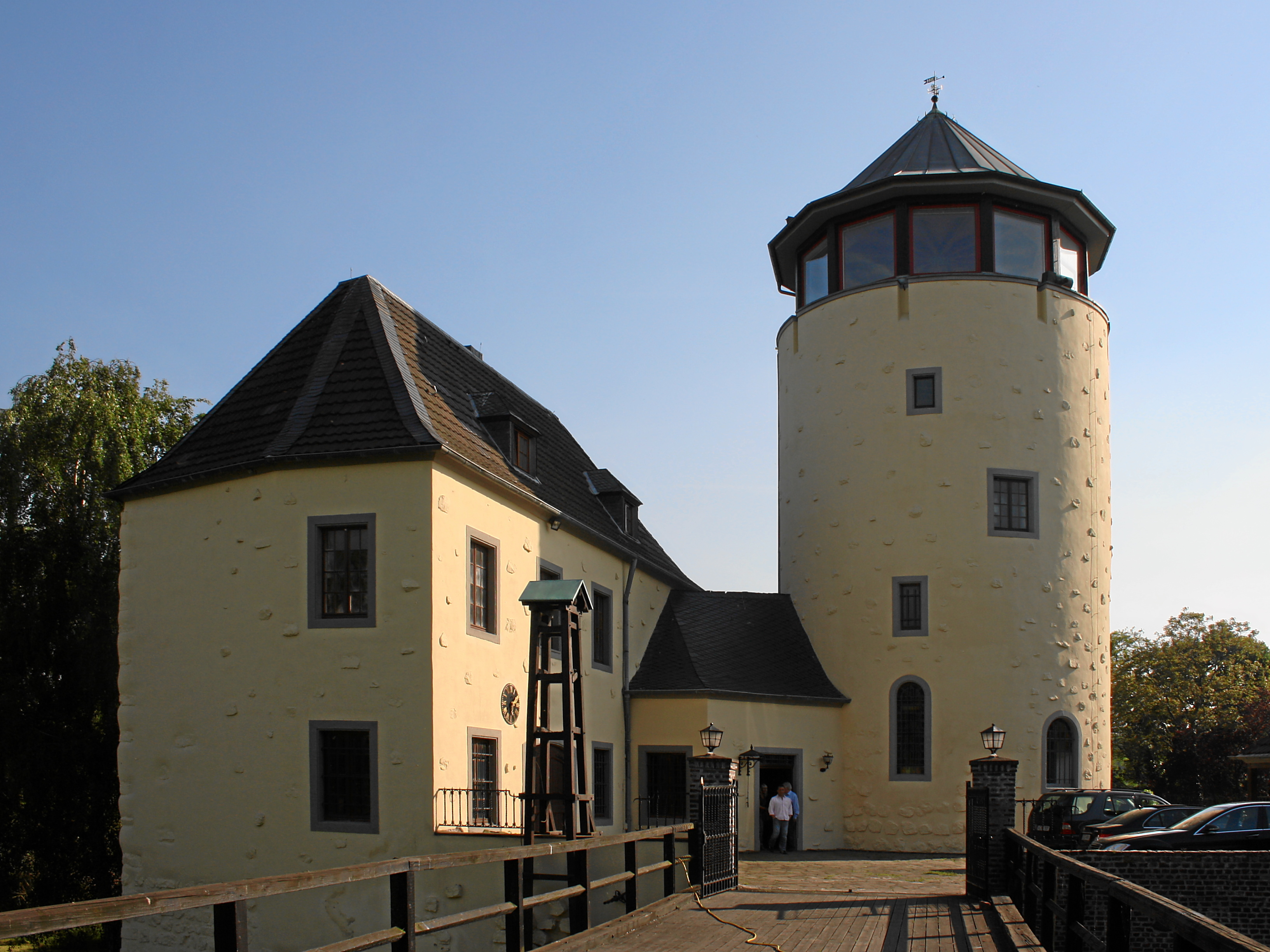
Burg Lülsdorf

Lülsdorf ist ein Stadtteil von Niederkassel im nordrhein-westfälischen Rhein-Sieg-Kreis mit rund 9.500 Einwohnern.

## Geographie
Lülsdorf liegt im Nordwesten des Stadtgebietes unmittelbar am rechten Rheinufer. Die Ortschaft erstreckt sich auf einer Inselterrasse, die sich als Folge eines ehemaligen, östlich von Lülsdorf gelegenen Rheinarms herausgebildet hat.

## Geschichte
Die erste urkundliche Erwähnung als Lullestorp stammt aus einer Urkunde des Kölner Domkapitels zwischen 1193 und 1197. Die Personennamen lulle oder lullo gaben der Ortschaft damals vermutlich ihren Namen. Noch vor dem ursprünglichen Ort Lülsdorf wurde 1128 das Gut Hüsgen genannt, das später in das Siedlungsgebiet Lülsdorfs integriert wurde. Allerdings gab es schon vor dem 2. Jahrtausend, in der fränkischen Zeit, südöstlich des heutigen Ortskerns eine Siedlung.
Im 12. und 13. Jahrhundert entstand die Burg Lülsdorf als Sitz der Herren von Lülsdorf.
Am 1. August 1969 wurde Lülsdorf nach Niederkassel eingemeindet.

### Einwohnerentwicklung
| Jahr | Einwohner |
| ---- | --------- |
| 1816 | 0500      |
| 1843 | 0587      |
| 1871 | 0915      |
| 1905 | 0835      |
| 1961 | 3038      |
| 1999 | 7366      |
| 2000 | 7586      |
| 2001 | 7773      |

| Jahr | Einwohner |
| ---- | --------- |
| 2002 | 8048      |
| 2003 | 8162      |
| 2004 | 8438      |
| 2005 | 8576      |
| 2006 | 8687      |
| 2007 | 8841      |
| 2008 | 8936      |
| 2009 | 9047      |

| Jahr | Einwohner |
| ---- | --------- |
| 2010 | 9166      |
| 2011 | 9339      |
| 2012 | 9360      |
| 2013 | 9312      |
| 2014 | 9342      |
| 2015 | 9507      |
| 2022 | 9522      |

## Sehenswürdigkeiten
Die Kirche St. Jakobus ist ein 1880 fertiggestellter hochragender neugotischer Bau nach Plänen von Dombaumeister  Heinrich Wiethase.

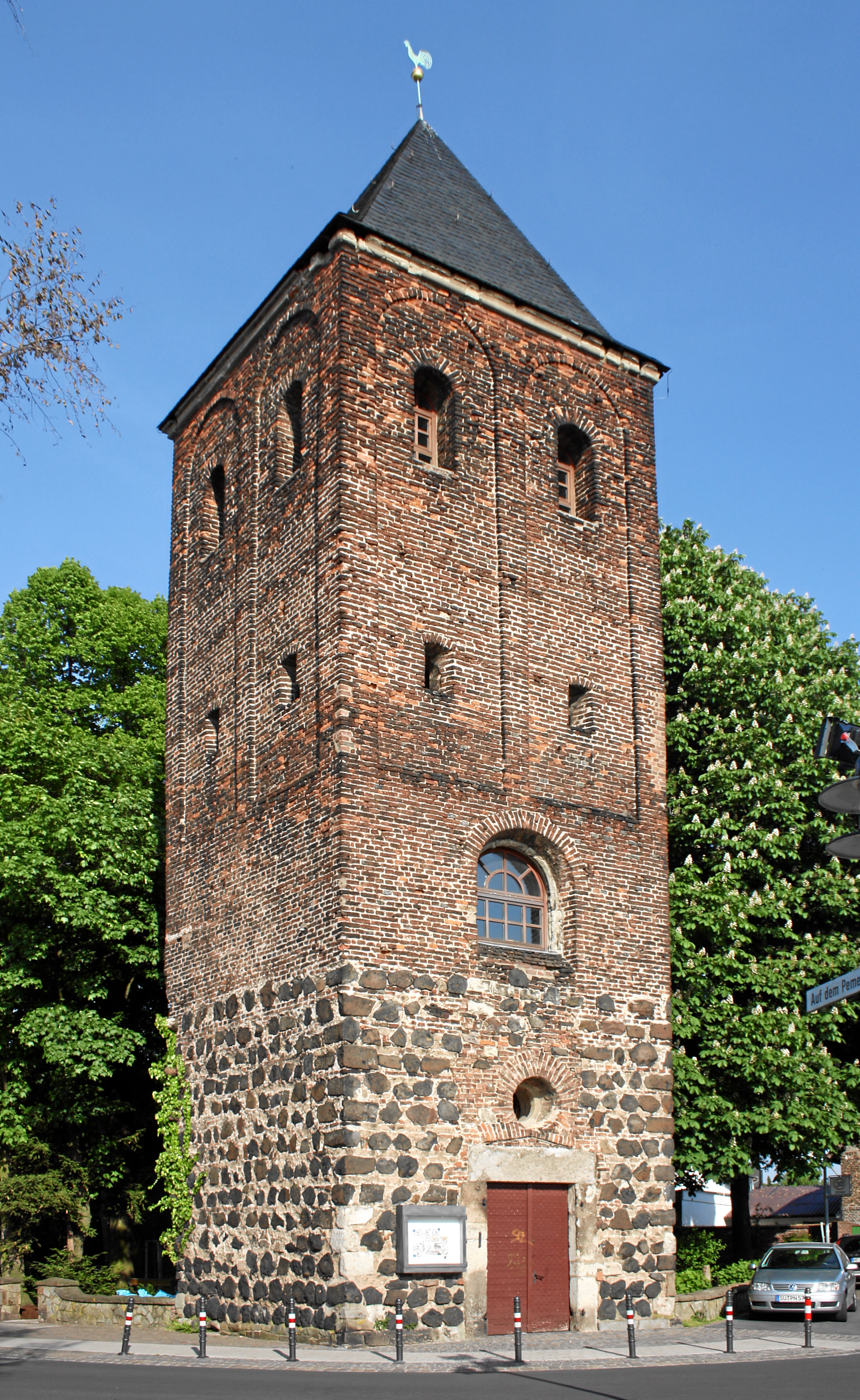
Alter Turm der ehemaligen Jakobuskirche
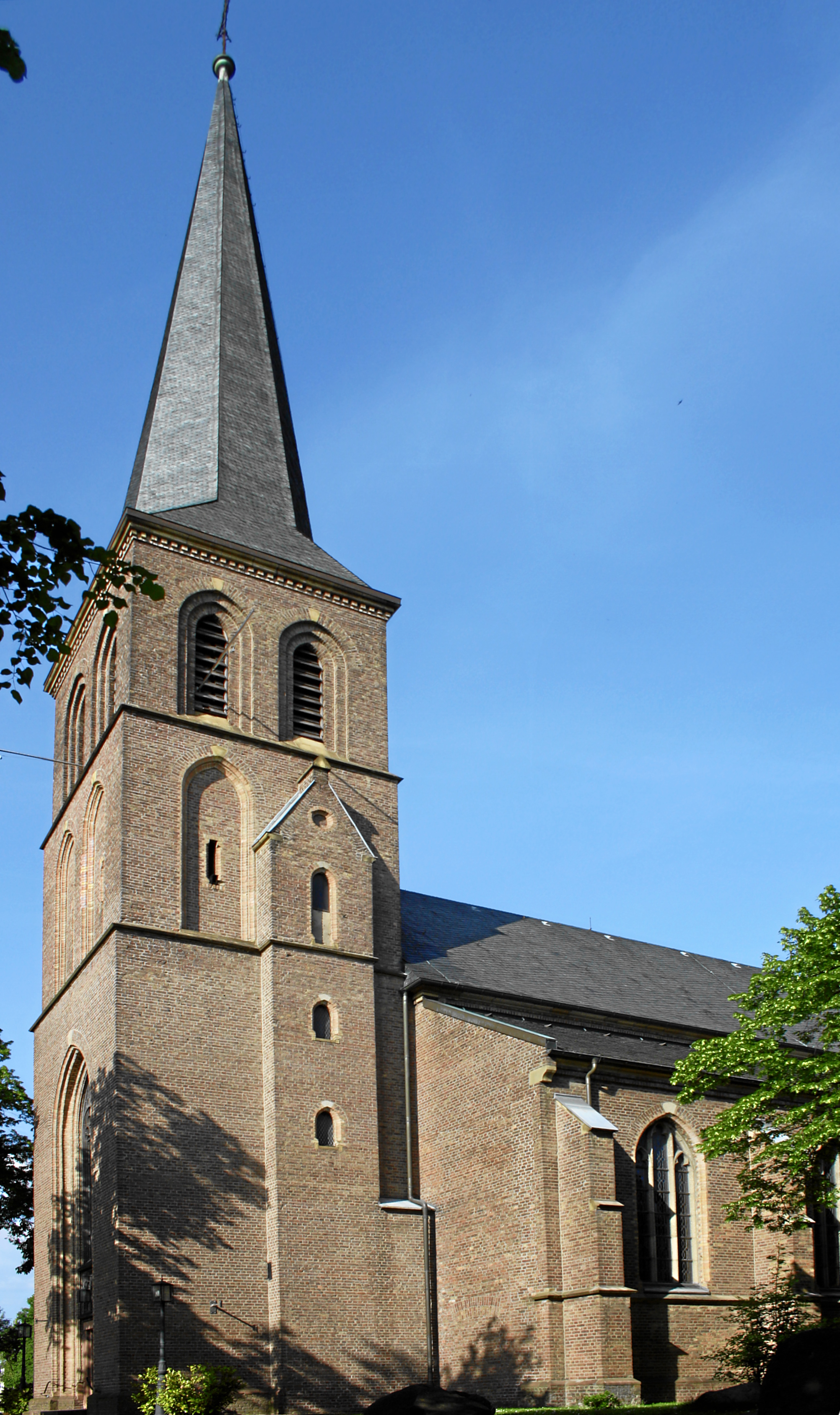
Heutige Kirche St. Jakobus
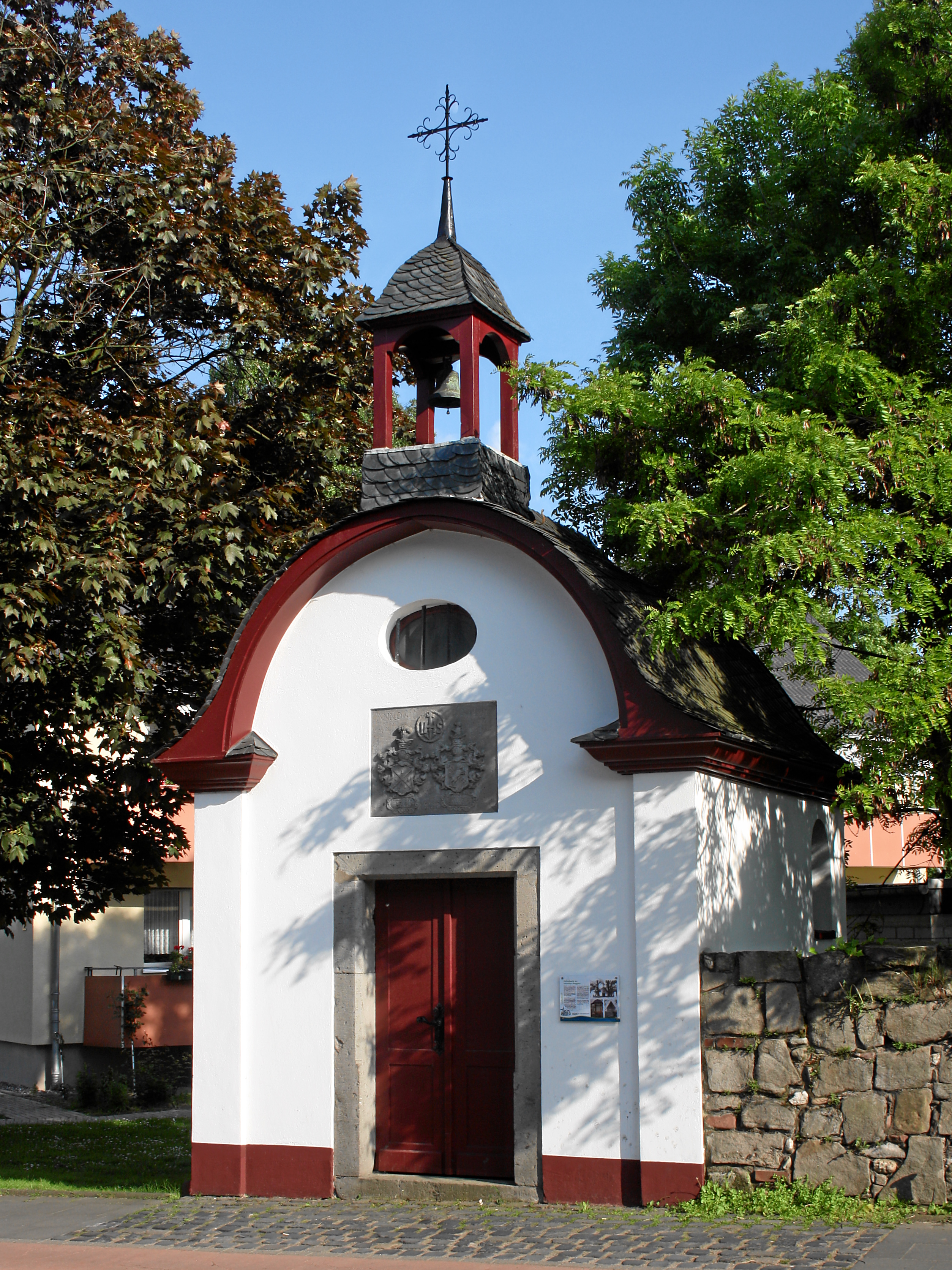
Ehemalige Burgkapelle St. Rochus
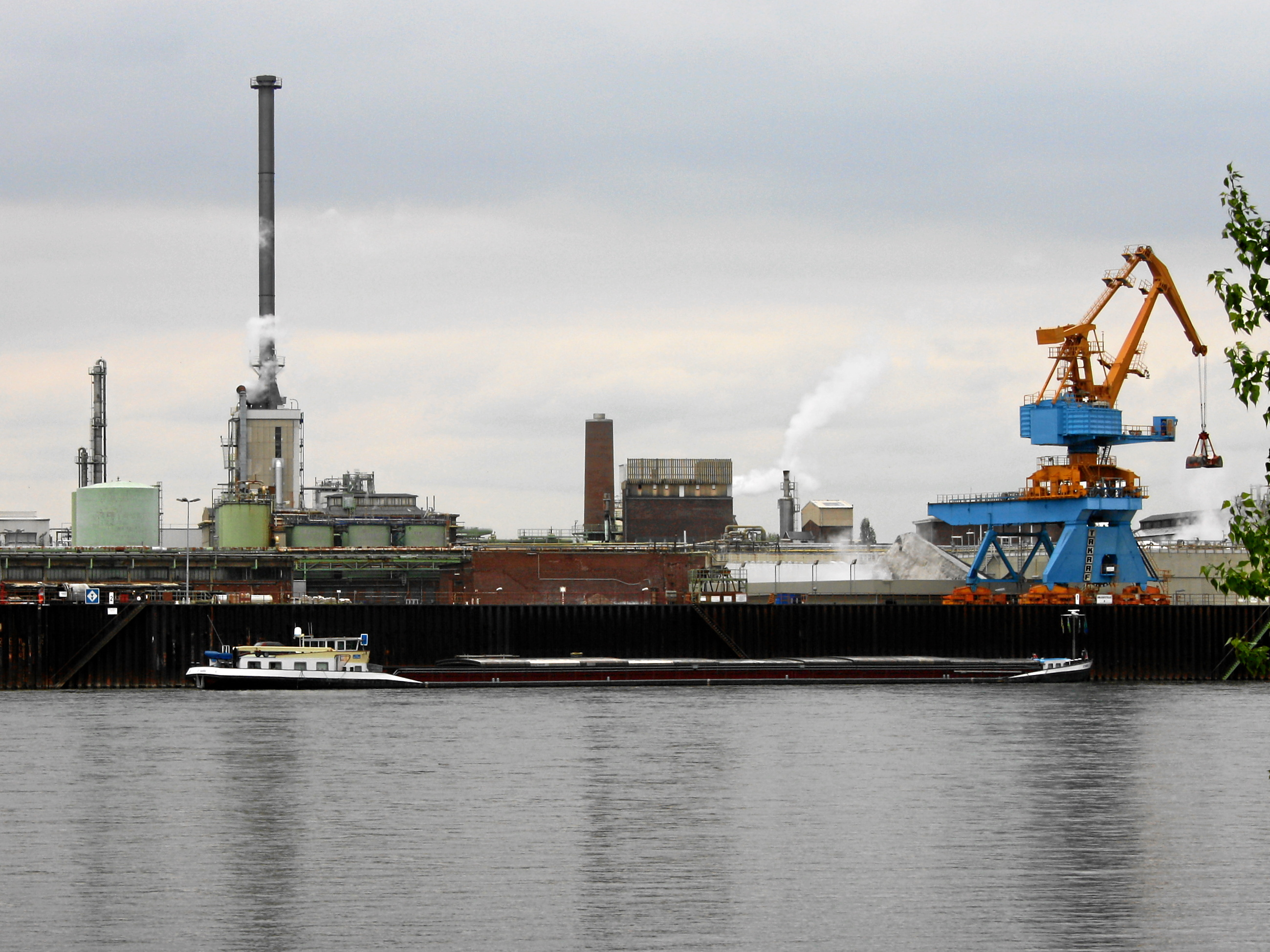
Degussa-Werk, der größte Arbeitgeber der Stadt Niederkassel

## Wirtschaft
In Lülsdorf befindet sich seit 1913 ein Werk der Evonik Degussa, das verkehrlich sowohl an den Rhein als auch über die Straße und die Kleinbahn Siegburg–Zündorf angebunden ist. Dort werden Alkoholate hergestellt.

## Verkehr
Die Personen- und Zweiradfähre Rheinschwan verbindet seit dem 14. Oktober 2017 Lülsdorf mit Wesseling auf der gegenüberliegenden Rheinseite durch eine neue Fährverbindung. Die RheinSchwan löst die seit Jahrzehnten bestehende Fährverbindung, die durch die Marienfels bestand, ab. Im Oktober 2018 gab die Duisburger Hafen AG bekannt, im ersten Quartal 2019 mit dem Bau einer neuen Hafenmauer zu beginnen. Später soll ein trimodales (Verladung auf Schiffe, Bahnwaggons und Lkw) Containerterminal entstehen.